# Pigiopsis aurantiaca
Pigiopsis aurantiaca är en fjärilsart som beskrevs av Robert H. Carcasson 1964. Pigiopsis aurantiaca ingår i släktet Pigiopsis och familjen mätare. Inga underarter finns listade i Catalogue of Life.